# 분자동역학
분자동역학(分子動力學, 영어: molecular dynamics)에서는 물리계의 원자들 사이의 퍼텐셜 혹은 힘이 주어졌을 때 이를 이용해서 뉴턴의 운동 방정식을 수치적으로 풀어냄으로써 원자들의 동역학을 계산한다. 수치적으로 운동방정식을 적분하기 때문에 시간은 불연속적인 것을 다룬다. 분자동역학은 몬테카를로 방법과는 달리 힘의 방향으로 원자를 움직여 주기 때문에 결정론적인 전산시늉방법이다. 에르고딕 가정이 성립한다고 할 때 분자동력학 방법에서 계산한 물리량은 몬테카를로 방법에서 계산한 값과 같게 된다.

## 힘을 구하는 방법
원자간의 퍼텐셜을 어떻게 구하는가에 따라 경험적인 퍼텐셜과 양자역학적인 퍼텐셜로 크게 나눌 수 있다. 경험적 퍼텐셜의 경우 실험값에 잘 맞도록 매개변수를 정한다. 이 경우 힘은 단순히 퍼텐셜을 미분하는 것으로 구할 수 있다. 양자역학적인 퍼텐셜을 사용할 때는 헬만-파인만 정리를 이용하여 힘을 구한다.

## 운동방정식을 푸는 방법
제일 단순한 방법은 오일러 방법을 두번쓰는 것이겠지만 실제로 오차가 너무 심하기 때문에 사용되지 않는다. 단순하면서 오차가 심하지 않는 방법으로 널리 사용되는 것으로 벌렛(Verlet)방법이 있다. 벌렛방법은 또 위치 벌렛방법과 속도 벌렛방법이 있다. 벌렛방법이 많이 쓰이고 또 단순하기 때문에 여러 가지 변형이 있는데 대표적인 것으로 비만(Beeman)방법과 청개구리(Leap-frog)방법이 있다. 이들 방법 외에도 기어(Gear)가 고안한 예측자-수정자 형태의 기어방법도 있다.

## 분자동역학법
분자 동역학 법 (MD법) 이란 2개 또는 그 이상의 원자간 퍼텐셜 아래 고전 역학의 뉴턴 방정식을 풀어 계의 정적 및 동적인 안정 구조와 동적 과정 (dynamics)을 해석하는 방법이다.
정온, 정압, 정온정압, 정 에너지, 정적, 정 화학퍼텐셜, 그랜드 캐너니컬과 같은 여러 가지 앙상블 계산이 가능하다. 또한, 결합 길이와 위치의 고정 등 여러 가지 구속 조건을 추가하는 것도 가능하다. 계산 대상은 표면, 계면, 클러스터 등 다양한 계를 취급한다.
취급할 수 있는 계의 규모로는 수 억 원자로 이루어진 계의 계산 예가 있다. 보통 계산 규모는 수백에서 수만 원자 정도이다.
보통 퍼텐셜 함수는 원자와 원자 사이의 2체 퍼텐셜을 합하여 표현하여 이를 계산시에 변경하지 않는다. 그러므로 화학 반응과 같은 원자간 결합의 생성 및 해체를 표현하기 위해서는 추가로 다른 노력이 필요하다. 또한, 퍼텐셜은 경험적 또는 반경험적인 계수로부터 구할 수 있다.
이러한 퍼텐셜 면의 정밀도 문제를 해결하기 위하여 퍼텐셜 면을 전자 상태의 ab initio 계산으로부터 구하는 방법이 있는데, 이를 제 1원리 분자 동역학법, 즉 AIMD (ab initio molecular dynamics) 라 부른다. 이 방법에서는 퍼텐셜 면은 좀 더 정확해지나 취급할 수 있는 원자 수가 엄청나게 줄어들게 된다. (슈퍼 컴퓨터를 사용해도 약 1,000개)
또한 제 1원리 분자 동역학법의 대부분은 전자 상태가 항상 바닥 상태에 있다는 것을 전제로 하는 것이 많아 들뜬 상태와 전자 상태 사이의 비단열 전이를 포함하는 현상의 기준에는 이러한 방법의 사용이 더욱 곤란해진다.

### 분자 동역학법의 간단한 역사
- 1957년 : 강체 구 분자 동역학법 (Alder & Wainwright)
- 1964년 : 질점계로의 확장 (Rahman)
- 1971년 : 강체계로의 확장 (Rahman & Stillinger)
- 1977년 : 구속계로의 확장 (Rychaert et al.)
- 1980년 : 정압 조건의 도입 (Andersen thermostat, Parrinello-Rahman)
- 1983년 : 비평형 계로의 확장 (Gillan and Dixon)
- 1984년 : 정온 조건의 도입
- 1985년 : 제 1원리 분자 동역학법
- 1991년 : 큰 바른틀 앙상블로의 확장

### 분자 동역학 시뮬레이션 소프트웨어 패키지
- AMBER
- CHARMM
- GROMACS
- Materials Explorer
- NAMD
- PEACH
- VASP

## 같이 보기
- 계산화학